# Elfriede Datzig
Elfriede Datzig (Vienna, 26 luglio 1922 – Ramsau bei Berchtesgaden, 27 gennaio 1946) è stata un'attrice austriaca.

## Filmografia parziale
- Peccati d'amore (Finale), regia di Géza von Bolváry (1938)
- Anton, der Letzte, regia di E.W. Emo (1939)
- Baruffe d'amore (Rosen in Tirol), regia di Géza von Bolváry (1940)
- Meine Tochter lebt in Wien, regia di E.W. Emo (1940)
- Der Ochsenkrieg, regia di Hans Deppe (1943)
- Schwarz auf Weiß, regia di E.W. Emo (1943)
- Der weiße Traum, regia di Géza von Cziffra (1943)